# Gerhard Pedersen
Gerhard Sigvald Pedersen (9. april 1912 – 12. juni 1987) var en dansk bokser.

## Amatørkarriere
Som amatør boksede Gerhard Pedersen for Esbjerg AK 1917, hvor han vandt det jyske mesterskab i 1931 i letvægt. Han vandt igen det jyske mesterskab i 1936 i weltervægt nu for Esbjerg BBK. Senere samme år vandt han det danske mesterskab i samme vægtklasse.
Gerhard Pedersen blev udtaget til Sommer-OL 1936 i Berlin, hvor Gerhard Pedersen besejrede Enrique Giaverini (Chile), Rudolf Andreassen (Norge) og Raul Rodriguez (Argentina) inden han i semifinalen tabte til finnen Sten Suvio. I den efterfølgende kamp om bronzemedaljen vandt Pedersen over franskmanden Roger Tritz, og opnåede således en olympisk bronzemedalje i den olympiske bokseturnering.
I 1937 vandt han det jyske og det danske mesterskab i weltervægt. Samme år deltog han i EM i Milano, men opnåede ikke medalje.

## Professionel karriere
Gerhard Pedersen debuterede som professionel bokser i mellemvægt den 21. april 1944 i Göteborg med et pointnederlag efter 6 omgange til den senere finske letsværvægtsmester Oiva Purho. Han boksede yderligere en kamp i Göteborg i 1944, hvor han besejrede en anden finne. I sin tredje kamp mødte han i 1946 den ubesejrede finne Piitulainen, der forinden havde stoppet Hans Drescher i dennes sidste kamp, og også Gerhard Pedersen blev stoppet af den hårdtslående finne.
Efter to nederlag i de første tre kampe kom Gerhard Pedersens karriere på ret spor, da han over knap to år i 1946-47 vandt 12 kampe i træk. Der var dog tale om forholdsvis svage modstandere i kampene, der blev afviklet i Danmark og i Sverige.
Striben af sejre blev afbrudt, da Gerhard Pedersen den 21. september 1947 i Örebro tabte til tjekken Zeyer, som Gerhard Pedersen ellers havde besejret to gange tidligere. Et par måneder senere tabte Pedersen igen, denne gang til den stærke franskmand og kommende EM-udfordrer Jean Stock, der stoppede Gerhard Petersen. Tredje nederlag i træk blev en realitet, da Gerhard Pedersen i den sidste kamp i karrieren den 6. februar 1948 i KB Hallen tabte til finnen Sulo Gustafsson på point efter 6 omgange.
Gerhard Pedersen opnåede 18 kampe i karrieren med 13 sejre (6 før tid) og 5 nederlag (2 før tid). 7 af kampene blev afviklet i Sverige.

## Eksterne links
- Professionel rekordliste Arkiveret 28. september 2012 hos  Wayback Machine på boxrec.com
- Gerhardt Pedersen bokser som amatør landskamp mod Sverige i 1937 (1:41)